# 布勒蒂尼
布勒蒂尼（法語：Bretigny，法語發音：[bʁətiɲi]）是法国科多尔省的一个市镇，位于该省东北，省会第戎以北，属于第戎区。

## 地理
布勒蒂尼（47°23'55"N, 5°6'9"E）面积6.84 平方千米，位于法国勃艮第-弗朗什-孔泰大區科多尔省，该省份为法国中东部省份，北起奥布省，西接涅夫勒省和约讷省，南至索恩-卢瓦尔省，东南接汝拉省，东临上索恩省，东北部与上马恩省接壤。
与布勒蒂尼接壤的市镇（或旧市镇、城区）包括：克莱奈、吕费莱塞希雷、圣于连、瓦鲁瓦和谢尼奥、贝勒丰、诺尔日城。

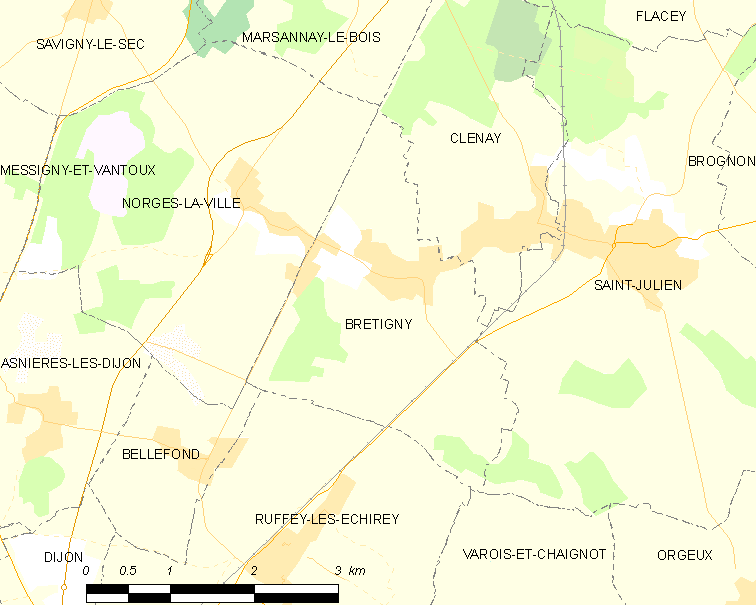
布勒蒂尼的OSM定位图

布勒蒂尼的时区为UTC+01:00、UTC+02:00（夏令时）。

## 行政
布勒蒂尼的邮政编码为21490，INSEE市镇编码为21107。

## 政治
布勒蒂尼所属的省级选区为方丹莱第戎县。

## 人口

1962-2008年间布勒蒂尼人口变化图示

布勒蒂尼于2022年1月1日时的人口数量为903人。